# 阿拉巴馬大學系統
阿拉巴马大学系统是美国阿拉巴马州的一个州立大学系统，负责协调和监督三所研究型大学：阿拉巴马大学、阿拉巴马大学伯明翰分校和阿拉巴马大学亨茨维尔分校。这些大学招收了70,000多名学生。该系统在其三个校区和医疗系统中雇用了超过45,000名员工，使其成为该州最大的雇主之一。该系统非常青睐位于塔斯卡卢萨的阿拉巴马大学，而不是另外两所大学。